# 金汉吉
金汉吉（韩语：김한길，1952年9月17日—）、韓国作家出身的政治人物。父親是統一社会党党首、社会主義運動家金哲。前民主統合党最高委員（2012年6月—11月）、前民主党代表（2013年5月—2014年3月）、前新政治民主聯合共同代表(2014年3月—2014年7月)。

## 生平
建国大学校政治外交学科毕业。在年轻时期，金汉吉曾于美国洛杉矶从事文学研究及文学创作。据悉，他也曾在首尔江南区从事过代理司机的工作。1978年发表軍隊生活的书籍《兵队日記》。1981年在韓国日報和中央日報当記者。1987年归国後，任KBS（韓国放送公社）放送委員会发言人和企画局長及事務总長代理、MBC（文化广播）电视台主持人。另外在《东亚日报》等主要报纸刊登了1年多的评论和连载小说，以及周刊、月刊杂志连载定期评论。他既是畅销书《女人的男人》的作者，也是电视脱口秀节目的主持人，因而颇具人气。
1992年，金汉吉在韩国现代集团前总裁郑周永所创的开放国民党党内担任副发言人，1996年初，他在新政治国民会议总裁金大中的引荐下正式进入政界，并在同年4月举行的第15届总议会选举上当选国会议员。1997年末的韓国总统选举中金大中获得勝利後，任命他为青瓦台政策企画主席、文化观光部（現文化体育观光部）長官。2002年，韩国大选时期，他曾担任多媒体选举的特别本部长，并在卢武铉当选后，开始担任韩国引受委员会的委员。2006年1月担任开放国民党的院内代表。
2007年2月他退出国民党，同年6月任中道統合民主党的共同代表。2008年4月没有参加第18届国会选举，从而淡出韩国政界前线。2012年4月第19届国会选举中，在韩明淑代表的建议下，金汉吉于首尔广津甲地区参选，成为议员，从而在政界复出。民主統合党领袖韩明淑因选举失利辞职，金汉吉与党内親盧派的李海瓚以0.5％的小差距处于第二，被选为最高委員。11月1日，民主統合党指導部发表刷新声明，他辞去最高委員职务。
2013年3月24日、5月4日的全党大会上他发表竞选党代表的声明。在最终选举结果中，他当选民主党（民主統合党改称）的新代表，已故其父金哲（20世纪60-70年代）曾任韩国统一社会党的代表，而金汉吉的当选创下了韩国“党首父子”的记录。其作为演员的夫人崔明吉，也对其此次的当选起到助力。
2013年8月13日，金汉吉前往日韩争议岛屿独岛访问，并提醒韩国国民警惕日本的右傾化。
退出共同民主黨後，金汉吉加入了國民之黨，但在2016年3月17日第20屆國會選舉在野黨連帶告吹後，他宣佈不參加該屆選舉。2018年10月，媒體才得悉他被宣告患上末期肺癌後很長一段時間，並於病魔鬥爭中的消息。
2021年11月，他在政界中復出，擔任保守派2022年總統選舉候選人尹錫悅的選舉對策委員會「新時代準備委員會」委員長，首度轉投保守派陣營。共同民主黨的議員批評金漢吉在擔任民主黨黨魁時期，曾導致民主黨進入低迷狀態。同時，他們指責金漢吉過往不斷變更黨籍，經常作出分裂自由派系政黨的行為。

## 略歴
1953年9月17日、日本東京出生
- 建国大学政治外交学科卒
- 韓国日報驻美国記者
- 中央日報美国支社長
- 放送委員会企画局長・代理事務总長
- 第15任总统职务引继委員会委員
- 青瓦台政策企画主席・文化观光部長官（2000年9月20日～2001年9月18日）
- 盧武鉉总统候选人选举对策本部媒体选举本部長
- 盧武鉉第17任总统當選者企画特補
- 国民党第17代总選挙企画团長・总选举企画本部長
- 第15代・16代・17代国会議員
- 国会建設交通委員会委員長
- 国民党新行政首都建設特別对策委員長
- 国民党院内代表（2006年1月～2007年1月）
- 中道統合民主党共同代表
- 民主統合党最高委員（2012年6月～11月）
- 民主党代表（2013年5月～2014年3月）
- 新政治民主聯合共同代表（2014年3月～2014年7月）
- 共同民主黨常任顧問
- 國民之黨選舉對策委員會委員長

## 選舉履歷
| 年度 | 選舉屆數       | 選舉區       | 所屬政黨       | 得票數    | 得票率 | 當選標記     | 備註        |
| ---- | -------------- | ------------ | -------------- | --------- | ------ | ------------ | ----------- |
| 1992 | 第14屆國會選舉 | 首尔铜雀区乙 | 統一國民黨     | 22,424    | 21.81% |              |             |
| 1996 | 第15屆國會選舉 | 全国区       | 新政治國民會議 | 4,971,961 | 25.3%  |              | 全国区第6位 |
| 2000 | 第16屆國會選舉 | 全国区       | 新千年民主党   | 6,780,359 | 35.9%  | 全国区第13位 |             |
| 2001 | 10月25日补选   | 首尔九老区乙 | 新千年民主党   | 23,411    | 42.74% |              |             |
| 2004 | 第17屆國會選舉 | 首尔九老区乙 | 开放国民党     | 48,673    | 54.02% |              |             |
| 2012 | 第19屆國會選舉 | 首尔广津区甲 | 統合民主黨     | 44,334    | 52.11% |              |             |

## 著書
- 《兵队日記》（병정일기）
- 《风和标本》（바람과 박제）
- 《세네카的死尸》（세네카의 주검）
- 《骆驼另行不会哭泣》（낙타는 따로 울지 않는다）
- 《女人的男人》（여자의 남자 ）
- 《目覚めればいない》（눈뜨면 없어라）
- 《音痴演唱恋歌》（음치가 부르는 연가）
- 朝は貰い食いして暮らしますか（아침은 얻어먹고 사십니까 ）
- 《金汉吉的希望日記》（김한길의 희망일기）

## 個人生活
1981年與李敏雅結婚，之後李氏前往美國留學，後來成為律師、法官及牧師。同年，李敏雅在美國生下了金汉吉的長子金有真，但兩人於1986年離婚。1995年，金汉吉與演員崔明吉結婚，崔明吉在1998年和2001年為其誕下兩子。2007年，其長子突然陷入昏迷狀態，19日後死亡。2011年，其前妻患上末期胃癌，翌年3月逝世。

### 家族
- 爸爸：金哲（朝鲜语：김철 (1926년)）（1926年－1994年）
- 媽媽：尹初玉（1927年－2006年）
  - 前妻：李敏雅（朝鲜语：이민아 (목회자)）（1959年－2012年）
    - 長子：金有真（1981年－2007年）

  - 妻子：崔明吉（1962年－）
    - 次子：金汝真（1998年－）
    - 幼子：金武真（2001年－）

## 脚注
1. ↑  ‘DJ의 리베로’ 김한길 문화관광부 장관（‘DJのリベロ’金ハンギル文化観光部長官） （页面存档备份，存于）。新東亜2000年11月号
2. ↑  . 朝鮮日報（本国版）. 2012-06-09  [2012-06-10]. （原始内容存档于2019-07-01）.
3. ↑  . KBSワールドラジオ. 2006-01-24  [2012-06-10]. （原始内容存档于2019-07-01）.
4. ↑  . KBSワールドラジオ. 2007-02-06  [2012-06-10]. （原始内容存档于2019-07-01）.
5. ↑  . KBSワールドラジオ. 2007-06-04  [2012-06-10]. （原始内容存档于2019-07-01）.
6. ↑  . KBSワールドラジオ. 2008-01-07  [2012-06-10]. （原始内容存档于2019-07-01）.
7. ↑  . KBSワールドラジオ. 2012-06-09  [2012-06-10]. （原始内容存档于2019-07-01）.
8. ↑  . KBSワールドラジオ. 2012-11-01  [2012-11-03]. （原始内容存档于2019-07-01）.
9. ↑  . 聯合ニュース. 2013-03-24  [2013-03-24]. （原始内容存档于2019-07-01）.
10. ↑  . KBSワールドラジオ. 2013-05-04  [2013-05-04]. （原始内容存档于2016-03-04）.
11. ↑  . 中国网. 2013-05-06  [2013-05-06]. （原始内容存档于2019-07-01）.
12. ↑  . 聯合ニュース. 2013-08-13. （原始内容存档于2019-07-01）.
13. ↑  .   [2020-03-03]. （原始内容存档于2021-02-06）.
14. ↑  '최명길 남편' 김한길, 폐암 4기 투병 "신약 치료로 완치도 가능 （页面存档备份，存于），스포츠조선，2018-10-26
15. ↑  . Finanical News. 2021-11-21  [2021-11-28]. （原始内容存档于2021-11-28）.
16. ↑  . News Free Zone. 2021-11-19  [2021-11-28]. （原始内容存档于2021-11-28）.
17. ↑  .   [2020-03-03]. （原始内容存档于2021-02-06）.